# Monferrato (vino)
Monferrato è una DOC riservata ad alcuni vini la cui produzione è consentita nelle province di Alessandria e Asti.

## Zona di produzione
La zona di produzione comprende l'intero territorio dei seguenti comuni:.
Provincia di Alessandria
Acqui Terme, Alfiano , Natta, Alice Bel Colle, Altavilla Monferrato, Basaluzzo, Bassignana, Belforte Monferrato, Bergamasco, Bistagno, Borgoratto Alessandrino, Bosio, Camagna, Camino, Capriata d'Orba, Carentino, Carpeneto, Carrosio, Cartosio, Casaleggio Boiro, Casale Monferrato, Cassine, Cassinelle, Castelletto d'Erro, Castelletto d'Orba, Castelletto Merli, Castelletto Monferrato, Castelnuovo Bormida, Cavatore, Cellamonte, Cereseto, Cerrina, Coniolo, Conzano, Cremolino, Cuccaro Monferrato, Denice, Francavilla Bisio, Frascaro, Frassinello Monferrato, Fubine, Gabiano, Gamalero, Gavi, Grognardo, Lerma, Lu, Malvicino, Masio, Melazzo, Merana, Mirabello Monferrato,Molare, Mombello Monferrato, Moncestino, Montaldeo, Montaldo Bormida, Montecastello, Montechiaro d'Acqui, Morbello, Mornese, Morsasco, Murisengo, Novi Ligure, Occimiano, Odalengo Grande, Odalengo Piccolo, Olivola, Orsara Bormida, Ottiglio Monferrato, Ovada, Ozzano, Pareto, Parodi Ligure, Pasturana, Pecetto di Valenza, Pietra Marazzi, Pomaro Monferrato, Pontestura, Ponti, Ponzano, Ponzone, Prasco, Predosa, Quargnento, Ricaldone, Rivalta Bormida, Rivarone, Roccagrimalda,Rosignano Monferrato, Sala Monferrato, San Cristoforo, San Giorgio Monferrato, San Salvatore Monferrato, Serralunga di Crea, Serravalle Scrivia, Sezzadio, Silvano d'Orba, Solonghello, Spigno Monferrato, Strevi, Tagliolo Monferrato, Tassarolo, Terruggia, Terzo, Treville, Trisobbio, Valenza Po, Vignale Monferrato, Villadeati, Villamiroglio, Visone.
Provincia di Asti
Agliano, Albugnano, Antignano, Aramengo, Asti, Azzano d'Asti, Baldichieri d'Asti, Belveglio, Berzano San Pietro, Bruno, Bubbio, Buttigliera d'Asti, Calamandrana, Calliano, Calosso, Camerano Casasco, Canelli, Cantarana, Capriglio, Casorzo, Cassinasco, Castagnole Lanze, Castagnole Monferrato, Castel Boglione, Castell'Alfero, Castellero, Castelletto Molina, Castello d'Annone, Castelnuovo Belbo, Castelnuovo Calcea, Castelnuovo Don Bosco, Castel Rocchero, Celle Enomondo, Cerreto d'Asti, Cerro Tanaro, Cessole, Chiusano d'Asti, Cinaglio, Cisterna d'Asti, Coazzolo, Cocconato, Colcavagno, Corsione, Cortandone, Cortanze, Cortazzone, Cortiglione, Cossombrato, Costigliole d'Asti, Cunico, Dusino San Michele, Ferrere, Fontanile, Frinco, Grana, Grazzano Badoglio, Incisa Scapaccino, Isola d'Asti, Loazzolo, Maranzana, Maretto, Moasca, Mombaldone, Mombaruzzo, Mombercelli, Monale, Monastero Bormida, Moncalvo, Moncucco Torinese, Mongardino, Montabone, Montafia, Montaldo Scarampi, Montechiaro d'Asti, Montegrosso d'Asti, Montemagno, Montiglio, Moransengo, Nizza Monferrato, Olmo Gentile, Passerano Marmorito, Penango, Piea, Pino d'Asti, Piova' Massaia, Portacomaro, Quaranti, Refrancore, Revigliasco d'Asti, Roatto, Robella, Rocca d'Arazzo, Roccaverano, Rocchetta Palafea, Rocchetta Tanaro, San Damiano d'Asti, San Giorgio Scarampi, San Martino Alfieri, San Marzano Oliveto, San Paolo Solbrito, Scandeluzza, Scurzolengo, Serole, Sessame, Settime, Soglio, Tigliole, Tonco, Tonengo, Vaglio Serra, Valfenera, Vesime, Viale, Viarigi, Vigliano d'Asti, Villafranca d'Asti, Villa San Secondo, Vinchio. 
La zona "Monferrato casalese" è limitata all'intero territorio dei seguenti comuni:
Provincia di Alessandria
Alfiano Natta, Altavilla Monferrato, Bosio, Camagna, Camino, Casale Monferrato, Castelletto Merli, Cellamonte, Cereseto, Cerrina, Coniolo, Conzano, Cuccaro, Frassinello Monferrato, Gabiano, Lu Monferrato, Mombello Monferrato, Moncestino, Murisengo, Odalengo Grande, Odalengo Piccolo,Olivola, Ottiglio Monferrato, Ozzano, Parodi, Pontestura, Ponzano, Rosignano Monferrato, Sala Monferrato, San Cristoforo, San Giorgio Monferrato, San Salvatore, Serralunga di Crea, Solonghello, Terruggia, Treville, Vignale Monferrato, Villadeati, Villamiroglio.

## Tecniche di produzione
Per i vini rossi  è prevista la possibilità di vinificarli tramite macerazione carbonica e designarli come novello

È sempre obbligatoria l'indicazione dell'annata di produzione delle uve.

Tenuto conto delle situazioni tradizionali, è consentita la vinificazione nell'intero territorio delle province di Asti, Alessandria, Cuneo e Torino.

## Disciplinare
La DOC Monferrato è stata istituita con DM 22.11.1994 pubblicato sulla Gazzetta Ufficiale n. 282 del 02 dicembre 1994
Successivamente è stato modificato con 
- DM 02.04.1996 GU 85 - 11.04.1996
- DM 23.08.2001 GU 209 - 08.09.2001
- DM 30.11.2011 G.U. 295 – 20.12.2011
- D.M. 12.07.2013 pubblicato sul sito ufficiale del Mipaaf
- La versione in vigore è stata approvata con D.M. 07.03.2014 pubblicato sul sito ufficiale del Mipaaf[1]

## Tipologie

### Bianco
| uvaggio                        | uve bianche non aromatiche |
| titolo alcolometrico minimo    | 10,00% vol.                |
| acidità totale minima          | 5,0 g/l.                   |
| estratto secco minimo          | 15,0 g/l                   |
| resa massima di uva per ettaro | 110 q.                     |
| resa massima di uva in vino    | 70%                        |

### Rosso
| uvaggio                        | uve nere non aromatiche |
| titolo alcolometrico minimo    | 11,00% vol.             |
| acidità totale minima          | 4,5 g/l.                |
| estratto secco minimo          | 20,0 g/l                |
| resa massima di uva per ettaro | 110 q.                  |
| resa massima di uva in vino    | 70 %                    |

### Chiaretto
È consentita la dizione ciarèt
| uvaggio                        | Barbera, Bonarda, Cabernet Franc, Cabernet Sauvignon, Dolcetto, Freisa, Grignolino, Pinot nero, Nebbiolo, anche congiuntamente minimo 85% |
| titolo alcolometrico minimo    | 10,50% vol. |
| acidità totale minima          | 5,0 g/l. |
| estratto secco minimo          | 17,0 g/l |
| resa massima di uva per ettaro | 110 q. |
| resa massima di uva in vino    | 70% |

### Dolcetto
| uvaggio                        | Dolcetto 85% |
| titolo alcolometrico minimo    | 11,00% vol.  |
| acidità totale minima          | 5,0 g/l.     |
| estratto secco minimo          | 21,0 g/l     |
| resa massima di uva per ettaro | 90 q.        |
| resa massima di uva in vino    | 70%          |

### Freisa
| uvaggio                        | Freisa 85%  |
| titolo alcolometrico minimo    | 11,00% vol. |
| acidità totale minima          | 5,0 g/l.    |
| estratto secco minimo          | 20,0 g/l    |
| resa massima di uva per ettaro | 95 q.       |
| resa massima di uva in vino    | 70%         |

### Monferrato casalese
| uvaggio                        | Cortese 85% |
| titolo alcolometrico minimo    | 10,50% vol. |
| acidità totale minima          | 5,5 g/l.    |
| estratto secco minimo          | 15,0 g/l    |
| resa massima di uva per ettaro | 100 q.      |
| resa massima di uva in vino    | 70%         |

### Nebbiolo
È stata approvato l'inserimento della tipologia, ma la procedura è in itinere (al 13 giugno 2022)
| uvaggio                        | Nebbiolo 85% |
| titolo alcolometrico minimo    | % vol.       |
| acidità totale minima          | g/l.         |
| estratto secco minimo          | g/l          |
| resa massima di uva per ettaro | q.           |
| resa massima di uva in vino    | %            |